# Alain Fabiani
Alain Fabiani est un joueur français de volley-ball né le 14 septembre 1958 à Alger. Il mesure 1,86 m et jouait passeur. Il totalise 392 sélections en équipe de France et a été considéré comme le meilleur passeur au monde à son époque. Il remporte deux Coupes d'Europe en 1981 et 1999, six titres de champion de France avec Cannes et Fréjus, et quatre Coupes de France avec ces mêmes deux équipes. Il participe aux championnats du monde 1986 avec l'entraîneur de l'équipe de France, championne olympique 2020, Laurent Tillie.
Son frère, Jean-Marie Fabiani, a été joueur de volley puis entraîneur de club et de l'équipe de France.

## Club
- AS Fréjus Var VB  France
- AS Cannes Volley-Ball  France
- ASUL Lyon Volley-Ball  France
- Parme  Italie
- Paris UC  France

## Palmarès
- Championnat d'Europe
  - Finaliste : 1987
  - Troisième : 1985
- Ligue des champions
  - Finaliste : 1990
- Championnat de France (6)
  - Vainqueur : 1981, 1982, 1983, 1988, 1989, 1992
  - Finaliste : 1990, 1993, 1995, 1996, 1997, 1998
- Coupe de France (4)
  - Vainqueur : 1989, 1991, 1992, 1998
  - Finaliste : 1988, 1993, 1994
- Coupe d'Italie : (1)
  - Vainqueur : 1987